# لوئیجی مالدرا
لوئیجی مالدرا (انگلیسی: Luigi Maldera; ۱۹ ژانویهٔ ۱۹۴۶ – ۵ نوامبر ۲۰۲۱) بازیکن فوتبال اهل ایتالیا بود.
از باشگاه‌هایی که در آن بازی کرده‌است می‌توان به باشگاه فوتبال هلاس ورونا، باشگاه فوتبال پیاچنزا، باشگاه فوتبال آ.ث. میلان، و باشگاه فوتبال مونتسا اشاره کرد.